# Lanxi, Fujian
Lanxi (kinesiska: 蓝溪) är en köping i sydöstra Kina. Den ligger i Shanghang härad i staden Longyan i provinsen Fujian, omkring 300 kilometer sydväst om provinshuvudstaden Fuzhou. Antalet invånare är 11 288. Befolkningen består av 5 889 kvinnor och 5 399 män. Barn under 15 år utgör 15,0 %, vuxna 15-64 år 68 %, och äldre över 65 år 15,0 %.